# Silvia Federici
Silvia Federici (Parma, 20 aprile 1942) è una sociologa, filosofa e attivista italiana naturalizzata statunitense, legata al marxismo femminista ed operaista.
Lavora nel campo del femminismo e degli studi di genere.
Partendo dall'idea che l'essere umano, attraverso le sue attività, è l'unico generatore di valore, Federici focalizza i suoi studi sul lavoro riproduttivo; le donne, procreando e curando gli esseri umani, di fatto creano e ricreano la società umana (unica base e fonte di generazione di ricchezza) e realizzano, senza alcuna retribuzione, la fonte attraverso cui la ricchezza viene generata. Federici teorizza che la base su cui l'Occidente ha costruito l'accumulazione del surplus di ricchezza sono: 1) lo sfruttamento della maternità ossia delle attività di cura della prole e il lavoro domestico gratuito. 2) L'utilizzo e il successivo genocidio dei nativi americani (si calcola che tra il XV e il XIX secolo morirono a causa della colonizzazione tra 50 e 115 milioni di persone). 3) L'utilizzo della schiavitù - deportazione violenta di massa di lavoratori con sottrazione di vita e attività a titolo gratuito (si calcola che la tratta degli schiavi di origine africana realizzata degli europei verso le Americhe tra il XVI e il XIX secolo abbia coinvolto 12 milioni di persone).
Negli anni '70 è stata una delle promotrici delle campagne che cominciarono a chiedere un salario per il lavoro domestico, lavoro realizzato dalle donne senza alcuna retribuzione. Negli anni '80 ha lavorato per diversi anni come insegnante in Nigeria. Entrambe le traiettorie convergono in due delle sue opere più note:  Calibano e la strega: donne, corpo e accumulazione originaria (2004) e Il punto zero della rivoluzione. Lavoro domestico, riproduzione e lotta femminista (2013). Attualmente è professoressa emerita presso l'università Hofstra di New York.

## Biografia
Nata e cresciuta a Parma, emigra negli Stati Uniti nel 1967, dove studia presso la facoltà di Filosofia dell'Università di Buffalo.
Nel 1972, Federici partecipa alla fondazione del Collettivo femminista internazionale, un'organizzazione che ha lanciato la campagna internazionale Wages For Housework (WFH) per ottenere un salario per il lavoro domestico. Con altri membri dell'organizzazione come Mariarosa Dalla Costa e Selma James, e con autrici femministe come Maria Mies e Vandana Shiva; Federici ha contribuito a sviluppare il concetto di "riproduzione" come fattore chiave nelle relazioni di classe, nelle relazioni di sfruttamento umano e nelle relazioni di dominio in contesti sia locali che globali. Inoltre la riproduzione si pone al centro nei rapporti d'autonomia e nella realizzazione di forme di vita comunitarie.
Negli anni '80 ha tenuto corsi presso l'Università Port Harcourt in Nigeria e successivamente è diventata professoressa di Filosofia Politica e di Studi Internazionali presso il New College of Hofstra University, dove è insegnante emerita. Negli anni '80 ha fondato il Comitato per la libertà accademica in Africa, un'organizzazione dedicata a sostenere le lotte degli studenti e degli insegnanti in Africa contro gli adattamenti strutturali delle economie africane e dei sistemi educativi. È anche membro dell'associazione Midnight Notes Collective .
Dal 1987 al 2005 insegna studi internazionali, studi femminili e filosofia politica presso l'Hofstra College di New York, pubblicando numerose opere in questo campo, tra cui l'acclamato Calibano e la strega: la donna, il corpo e l'accumulazione originale, tradotto in numerose lingue. Il libro narra il rapporto tra i processi delle streghe europee del XVI e XVII secolo e l'aumento del capitalismo, evidenziando la continua relazione tra oppressione e accumulazione nello sviluppo capitalistico.

## Pensiero
Nelle sue opere, Federici analizza il capitalismo, la politica salariale e il lavoro riproduttivo da una prospettiva di genere e sostiene che il corpo delle donne è l'ultima frontiera del capitalismo.
Federici denuncia inoltre l'intervento delle Nazioni Unite nell'agenda e nelle politiche femministe con l'obiettivo di utilizzare il femminismo per promuovere il neoliberismo e per contrastare il potenziale sovversivo del movimento femminista in termini, ad esempio, di combattimento della divisione sessuale del lavoro e contro tutti i meccanismi di sfruttamento.

### Calibano e la strega
Federici pubblica nel 2004 in copyleft, con la casa editrice militante newyorkese Autonomedia, Caliban and the Witch: Women, The Body and Primitive Accumulation, dove sviluppa le teorie di Leopoldina Fortunati. Federici si oppone alla teoria dell'accumulazione primitiva di Karl Marx. Per Marx, l'accumulazione primitiva era il precursore del capitalismo, per Federici invece l'accumulazione primitiva è una caratteristica fondante e fondamentale del capitalismo poiché esso, per sopravvivere, richiede una costante infusione di capitale espropriato. Nelle sue recenti presentazioni pubbliche Federici, che potrebbe essere descritta come una storica-marxista-femminista del lavoro, ha sostenuto la necessità di riconoscere il lavoro domestico salariato, il lavoro sessuale e la lotta per la dimensione e i beni comunitari.
Nel capitalismo c'è un'organizzazione del lavoro che ha due aspetti: gli uomini e ora anche alcune donne realizzano la produzione di beni; le donne svolgono la produzione della forza lavoro per il mercato. La discriminazione deriva dal fatto che questo lavoro è prezioso. Il lavoratore maschile ha qualche potere sociale, per quanto limitato, perché guadagna uno stipendio e il suo lavoro è riconosciuto. Ma la realtà è che, se guardiamo il capitalismo attraverso la dimensione lavorativa, che include il lavoro salariato e il lavoro non salariato, vedremo come il rapporto è molto più complesso di quanto possa sembrare se si considera solo il lavoro salariato, visto che il lavoro salariato comprende anche meccanismi di esclusione; comprende, come dice Marx, meccanismi per estrarre il lavoro non salariato. Marx avrebbe dimenticato il lavoro riproduttivo (la riproduzione di esseri umani), fattore essenziale e necessario per il capitalismo e per qualunque altra società organizzata. Federici relaziona questa espropriazione al lavoro riproduttivo e non retribuito realizzato dalle donne con la riproduzione, chiave per l'emergere di un'economia capitalista basata sul lavoro salariato. A questo proposito descrive la lotta storica per la proprietà comunitaria e la lotta storica per il comunismo. Invece di vedere il capitalismo come un trionfo liberatorio contro il feudalesimo, Federici interpreta l'ascesa del capitalismo come un movimento reazionario per eliminare lo spazio comunitario e il contratto basico tradizionale.
L'autrice colloca l'istituzionalizzazione dello stupro, così come i processi, le torture e la repressione degli eretici nonché la caccia alle streghe, al centro di una sottomissione metodica delle donne e dell'appropriazione della loro forza lavoro. Ciò è legato all'esproprio coloniale e fornisce un quadro per comprendere l'agire della Banca Mondiale e del Fondo Monetario Internazionale e di altre istituzioni che promuovono attivamente e partecipano ad un nuovo ciclo di accumulazione primitiva, per cui tutti i beni comuni come l'acqua, i semi e anche il nostro codice genetico sono stati privatizzati in ciò che equivale a un nuovo ciclo di appropriazione di beni di base relativi alla sopravvivenza.

## Opere

### Come autrice
- 2004 - Il Femminismo e il Movimento contro la guerra USA, in Derive Approdi (n.24)
- 2004 -  Calibán y la bruja. Mujeres, cuerpo y acumulación originaria (PDF). (Caliban and the Witch: Women, the Body and Primitive Accumulation). Brooklyn, NY: Autonomedia. (edición española en la editorial Traficantes de sueños Archiviato l'8 settembre 2023 in Internet Archive.).
  - 2015 - Calibano e la strega. Le donne, il corpo e l'accumulazione originaria, Mimesis, ISBN 8857530299
- 2012 -  Revolution at Point Zero: Housework, Reproduction, and Feminist Struggle. URL consultato il 20 novembre 2019 (archiviato dall'url originale il 1º maggio 2017), Brooklyn/Oakland: Common Notions/PM Press
- 2013 -  Revolución en punto cero: trabajo doméstico, reproducción y luchas feministas (PDF). Traficantes de sueños.
- 2020 - Caccia alle streghe, guerra alle donne.
- 2023 - Oltre la periferia della pelle, D Editore, ISBN 9788894830972
- 2025 - Rivoluzione al Punto Zero, D Editore, ISBN 9791281842861

### Come curatrice
- (1995) (ed.) Enduring Western Civilization: The Construction of the Concept of Western Civilization and Its "Others". Westport, CT, and London: Praeger.
- (2000) (ed.) A Thousand Flowers: Structural Adjustment and the Struggle for Education in Africa. Africa World Press.
- (2000) (eds.) African Visions: Literary Images, Political Change, and Social Struggle in Contemporary Africa. Westport, CT, and London: Praeger.

### Articoli di libero accesso
- (EN) Feminism and the Politics of the Commons. URL consultato il 21 giugno 2019 (archiviato dall'url originale il 14 luglio 2017). The Commoner, 2011
- (EN) On capitalism, colonialism, women and food politics, Politics and Culture 2009 (2) - Special Issue on Food (&) Sovereignty. URL consultato l'11 ottobre 2017 (archiviato dall'url originale l'11 ottobre 2017).
- (EN) Witch-Hunting, Globalization, and Feminist Solidarity in Africa Today, The Commoner, 2008 (PDF). URL consultato il 21 giugno 2019 (archiviato dall'url originale il 12 gennaio 2017).
- (EN) Precarious Labour: A Feminist Viewpoint, 2008. URL consultato il 28 ottobre 2017 (archiviato dall'url originale il 29 gennaio 2009).
- (EN) Notes on the edu–factory and Cognitive Capitalism. URL consultato il 20 ottobre 2019 (archiviato dall'url originale l'11 ottobre 2017), 2007 (con George Caffentzis Archiviato il 6 settembre 2023 in Internet Archive.)
- (EN) Theses on Mass Worker and Social Capital. URL consultato il 28 ottobre 2017 (archiviato dall'url originale il 28 settembre 2007). (1972, con Mario Montano)
- (EN) War, Globalization and Reproduction.
- (EN) Mormons in space. URL consultato il 26 gennaio 2018 (archiviato dall'url originale il 28 maggio 2006). con George Caffentzis
- (EN) Why Feminists Should Oppose Capital Punishment.
- Donne, Globalizzazione e Movimento Internazionale delle Donne.
- (EN) Genoa and the antiglobalization movement. URL consultato il 21 giugno 2019 (archiviato dall'url originale il 18 ottobre 2016). (con George Caffentzis)
- (EN) The great Caliban:The struggle against the rebel body (PDF). URL consultato il 21 giugno 2019 (archiviato dall'url originale il 10 agosto 2017), sobre Caliban & the Witch
- (EN) All the World Needs a Jolt: Social Movements and Political Crisis in Medieval Europe (PDF). URL consultato l'11 ottobre 2017 (archiviato dall'url originale il 20 giugno 2010), sobre Caliban & the Witch
- (EN) The Debt Crisis, Africa and the New Enclosures (PDF). URL consultato il 21 giugno 2019 (archiviato dall'url originale il 29 maggio 2016).
- (EN) The War in Jugoslavia. On Whom the Bombs are Falling?. URL consultato il 28 ottobre 2017 (archiviato dall'url originale il 5 gennaio 2006). (1999, con Massimo De Angelis)
- "Viet Cong Philosophy: Tran Duc Thao". TELOS 06 (Fall 1970). New York: (EN) Telos Press.
- (EN) Development and Underdevelopment in Nigeria. URL consultato il 28 ottobre 2017 (archiviato dall'url originale il 5 maggio 2006). (1985)

## Conferenze - archivi audio
- Silvia Federici, recorded live at Fusion Arts, NYC.. URL consultato il 6 maggio 2019 (archiviato dall'url originale il 31 dicembre 2017). (11.30.04)
- Audio from a talk entitled The Body, Capitalist Accumulation And The Accumulation Of Labour Power by Silvia Federici for Bristol Radical History Group.